# Orange Islands
De Orange Islands  (Japans: オレンジ諸島 Orange Archipelago) is een fictieve tropische eilandengroep in de Pokémonwereld.  Door het tropische klimaat zien verschillende Pokémon er anders uit dan normaal.

## Starter-Pokémon
De Orange Islands hebben hebben dezelfde starter-Pokémon als die in Kanto en hebben daar geen eigen serie voor.

## Gym’s
De Orange League, de Pokémoncompetitie van de Orange Islands, is anders dan die van de andere regio's. Er zijn maar vier Gym’s in plaats van de gebruikelijke acht, met ieder een eigen badge, gebaseerd op een schelp. Een groot verschil met de andere regio’s is dat trainers geen Pokémongevecht houden, maar een uitdaging moeten winnen om de badge te ontvangen.
1. De eerste gymleider is Cissy op Mikan Island. Om de Coral-Eye-Badge te krijgen moet men een waterpistoolgevecht winnen met een van de eigen Pokémon en daarna een surfrace op zee tegen Cissy.
2. Als kwalificatie voor de gym van Danny moet de Navel Island Mountain beklommen worden zonder hulp van een Pokémon. Daarna volgt de reeks van drie echte uitdagingen voor deze gym op Navel Island: een geiser wordt bevroren tot een ijspilaar, waar een bobslee van gemaakt wordt om mee van de berg te racen. Bij twee van deze drie uitdagingen moet de trainer de snelste zijn om de Sea Ruby Badge te winnen.
3. Op Travita Island moet de trainer eerst een attack-test afleggen: staand op een boot in zee moet de Pokémon verschillende doelen raken. Als dit is gelukt, volgt een drie-tegen-drie-gevecht. Ongewoon is, dat er steeds twee Pokémon van hetzelfde type tegenover elkaar staan. Voor de Spike Shell-badge moeten twee gevechten worden gewonnen.
4. Voor het vierde en laatste Gym-gevecht moet de trainer naar Kumquat Island gaan om Luana uit te dagen. Voor de Jade Star Badge moet de trainer een dubbel gevecht van haar winnen, waarbij iedere trainer twee pokémon tegelijk inzet..

Na het verslaan van de vier gymleiders kan Drake, de held van Pummelo Island, uitgedaagd worden  voor de Winners Trophy. Hiervoor moet een volledig zes-tegen-zes-gevecht worden gewonnen.Dat levert niet alleen de Winners Trophy op, maar ook een plekje in de Palace Of Victory.

## Anime
De Orange Islands is een zogeheten anime-only-locatie. Dit wil zeggen dat het gebied enkel in de anime voorkomt maar niet in een van de spellen.

## Ligging en plaatsnamen
De Orange Islands bevinden zich ten zuiden van de Kanto-regio en de Sevii Islands, nog zuidelijker dan New Island.  Ze zijn alleen te bereiken met de ferry vanuit Vermillion City de ferry naar de Sevii Islands en van daaraf met een Pokémon naar de Orange Islands. De namen van de bewoonde eilanden zijn gebaseerd op de namen van verschillende soorten sinaasappels en andere soorten citrusfruit.
De bewoonde eilanden van noord naar zuiden west naar oost:
- Hamlin Island
- Tarroco Island
- Pummelo Island
- Kumquat Island
- Ascorbia Island
- Butwal Island
- Rind Island
- Cleopatra Island
- Shamouti Island
  - Lightning Island
  - Fire Island
  - Ice Island
- Mandarin Island North
- Navel Island
- Mikan Island
- Fairchild Island
- Sunburst Island
- Grapefruit Islands
- Kinnow Island
- Tangelo Island
- Pinkan Island
- Valencia Island
- Moro Island
- Golden Island
- Mandarin Island South
- Trovita Island
- Murcott Island